# Achar
Achar (també conegut com a Pueblo Achar) és una entitat de població de l'Uruguai, ubicada al sud del departament de Tacuarembó. Es troba a 163 metres sobre el nivell del mar. Té una població aproximada de 719 habitants.